# Gu Kaizhi

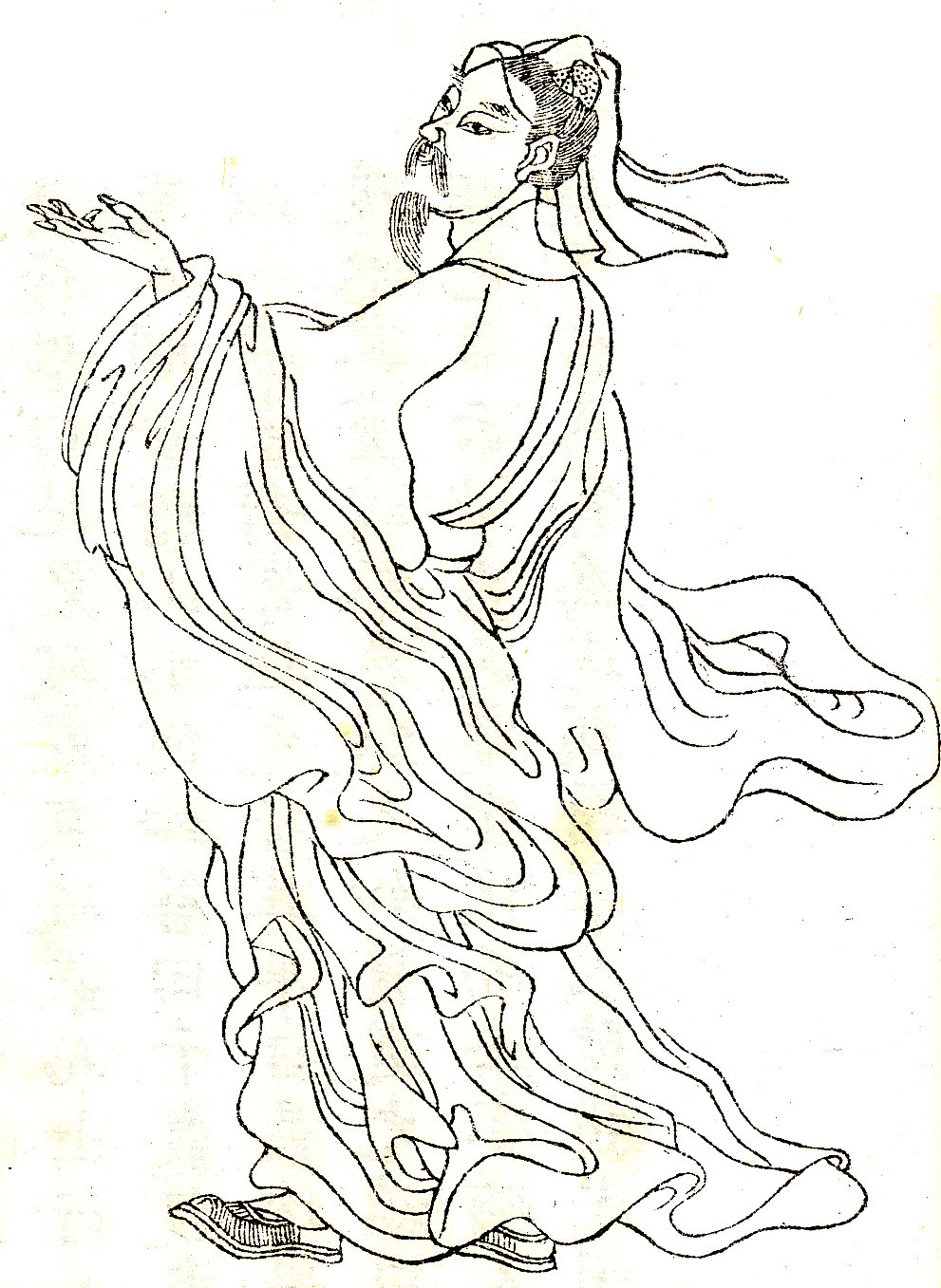
Representação de Gu Kaizhi.

Gu Kaizhi : 顧愷之 (344 — 406), foi um célebre pintor da China antiga.
Kaizhi nasceu em Wuxi, província de Jiangsu e iniciou a pintar em 364 em Nanquim. Em 366, tornou-se um oficial (Da Sima Canjun), sendo mais tarde promovido ao posto de oficial real (Sanji Changshi). Gu Kaizhi foi também um poeta e calígrafo, escrevendo três livros sobre a teoria da pintura.

## Galeria

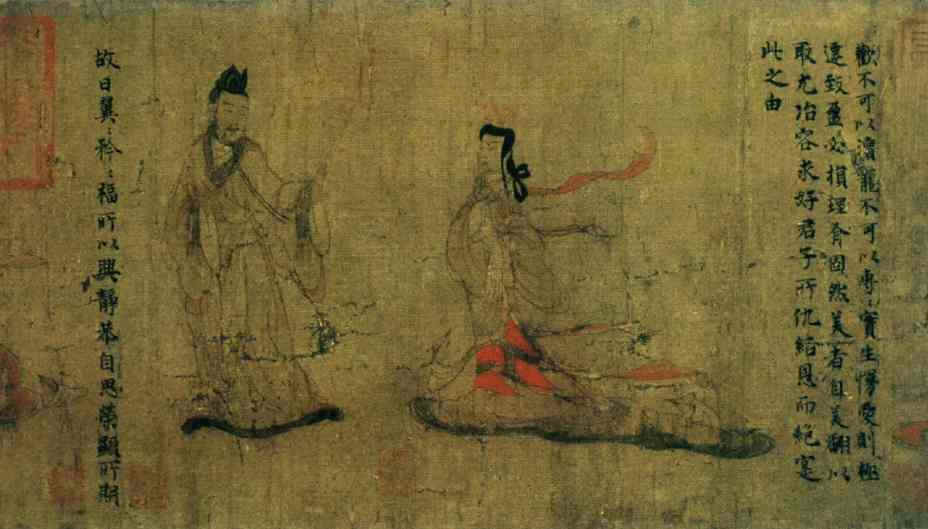
Conselho de governantas do Palácio das Damas  (detalhe)
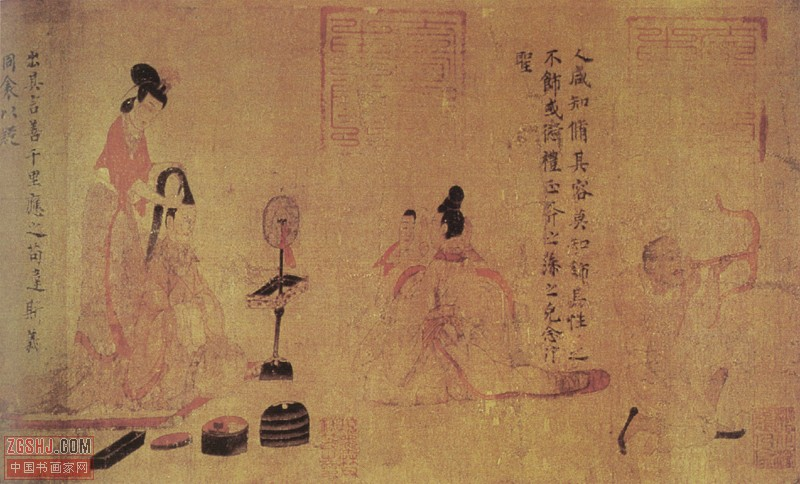
Conselho de governantas do Palácio das Damas  (detalhe)
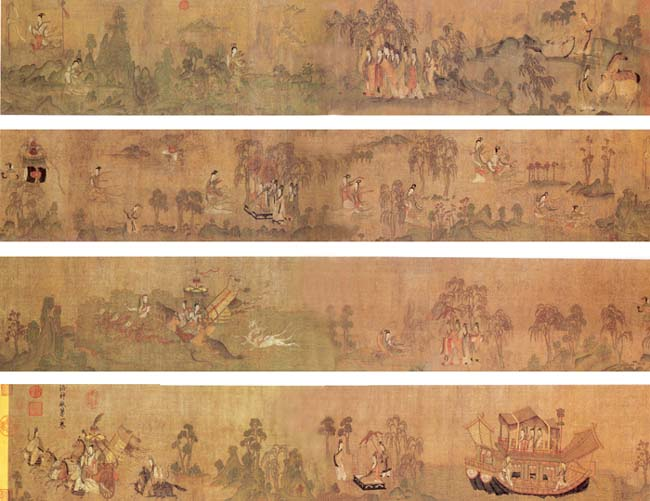
Ninfas do rio Luo
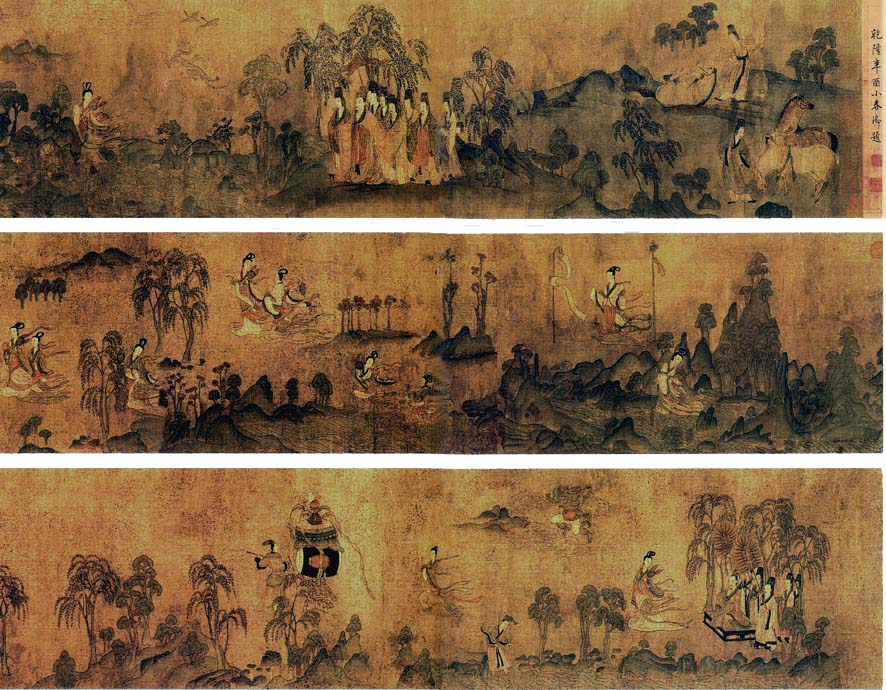
Luoshenfu